# Alan Lascelles
Alan Frederick Lascelles, GCB, GCVO, CMG, MC (Dorset, 11 de abril de 1887-Londres, 10 de agosto de 1981), también conocido como Tommy Lascelles, fue un cortesano y funcionario público británico que ocupó varios cargos en la primera mitad del siglo XX. Fue secretario privado de los reyes Jorge VI e Isabel II del Reino Unido. Escribió los principios de Lascelles en una carta al jefe de redacción de The Times en 1950, utilizando el seudónimo de «Senex».

## Biografía

### Primeros años y educación
Alan Lascelles nació el 11 de abril de 1887 en Sutton Waldron House, Blandford, Dorset. Sus padres fueron el comandante Frederick Canning Lascelles y Frederica Maria Liddell. Era nieto de Henry Lascelles, cuarto conde de Harewood, por lo tanto era primo de Henry Lascelles, sexto conde de Harewood, quien se casó con María, princesa real, hermana de Eduardo VIII y Jorge VI del Reino Unido, ambos empleadores de Alan. 
Después de realizar sus estudios en Marlborough College y en Trinity College, en la Universidad de Oxford, Lascelles sirvió en Francia con el Bedfordshire Yeomanry durante la Primera Guerra Mundial, tras lo cual se convirtió en el Aide-de-Camp de su cuñado Lord Lloyd, gobernador de Bombay de 1919 a 1920. Después regresó a Inglaterra y fue designado secretario privado asistente del príncipe de Gales. Entre 1931 y 1935 fue secretario del gobernador general de Canadá. 
Se convirtió en el secretario privado asistente de Jorge V en 1935 y de Jorge VI en 1936, fue ascendido a secretario privado de Jorge VI en 1943. En 1952, se convirtió en secretario privado de la reina Isabel II, cargo que desempeñó hasta 1953. También fue el encargado de los archivos reales de 1943 a 1953. Sus documentos personales se mantienen en el Churchill Archives Centre, en Gran Bretaña. Murió a la edad de 94 años.

### Familia
Alan Lascelles contrajo matrimonio el 16 de marzo de 1920 con Joan Frances Vere Thesiger. Tuvieron tres hijos: John Frederick, Lavinia Joan y Caroline Mary Lascelles. La madre de Lascelles, Frederica Liddle, era pariente de Alice Liddle, mujer que inspiró a Lewis Carroll para su obra Alicia en el país de las maravillas.

## En la ficción
Alan Lascelles es interpretado por el actor británico Pip Torrens en la serie de Netflix The Crown.